# Мельбурн (Айова)
Мельбурн (англ. Melbourne) — місто (англ. city) в США, в окрузі Маршалл штату Айова. Населення — 786 осіб (2020).

## Географія
Мельбурн розташований за координатами 41°56′30″ пн. ш. 93°6′9″ зх. д. / 41.94167° пн. ш. 93.10250° зх. д. (41.941548, -93.102616).  За даними Бюро перепису населення США в 2010 році місто мало площу 1,46 км², уся площа — суходіл.

## Демографія
Згідно з переписом 2010 року, у місті мешкало 830 осіб у 322 домогосподарствах у складі 218 родин. Густота населення становила 567 осіб/км².  Було 354 помешкання (242/км²).
Расовий склад населення:
| - 98,6 % — білих - 0,4 % — чорних або афроамериканців |

До двох чи більше рас належало 1,1 %. Частка іспаномовних становила 1,0 % від усіх жителів.
За віковим діапазоном населення розподілялося таким чином: 27,7 % — особи молодші 18 років, 61,3 % — особи у віці 18—64 років, 11,0 % — особи у віці 65 років та старші. Медіана віку мешканця становила 34,8 року. На 100 осіб жіночої статі у місті припадало 101,5 чоловіків;  на 100 жінок у віці від 18 років та старших — 100,0 чоловіків також старших 18 років.
Середній дохід на одне домашнє господарство  становив 56 101 долар США (медіана — 48 194), а середній дохід на одну сім'ю — 64 127 доларів (медіана — 62 656). Медіана доходів становила 42 917 доларів для чоловіків та 28 125 доларів для жінок. За межею бідності перебувало 10,0 % осіб, у тому числі 15,2 % дітей у віці до 18 років та 9,6 % осіб у віці 65 років та старших.
Цивільне працевлаштоване населення становило 473 особи. Основні галузі зайнятості: освіта, охорона здоров'я та соціальна допомога — 23,3 %, виробництво — 20,5 %, роздрібна торгівля — 12,3 %, будівництво — 8,0 %.